# Peenemünde
Peenemünde je vas na severozahodnem delu nemškega otoka Usedom, na najbolj vzhodnem delu nemške obale Baltika. Vas je najbolj znana po tem, da je bil v njeni bližini med drugo svetovno vojno preskusni poligon za nemško raketno orožje. 

## Zgodovina
Leta 1937 je bil na otočku ustanovljen Heeresversuchsanstalt, kompleks objektov za razvoj in preskušanje novih vrst različnih raketnih sistemov in orožja. Kraj je bil idealen za preskušanje vseh vrst raket, saj je njegova lokacija ob obali omogočala znanstvenikom nadzor nad testnimi objekti daleč nad morje.
V bližini vasi je bilo postavljenih kar nekaj t. i. Prüfstandov, oziroma preskusnih izstrelitvenih ploščadi, iz katerih so med drugim prvič testirali rakete V1 in V2. 
Na otoku so bili nastanjeni tudi Poljski vojni ujetniki, ki so bili hkrati tudi delovna sila. Veliko teh ujetnikov je umrlo ob bombardiranju kompleksov, ki jih je proti koncu vojne izvajal britanski RAF. Tako je bil Peenemünde zaradi svoje pomembnosti kar nekajkrat tarča zavezniških bombnikov. Najbolj uničujoč napad se je zgodil v noči s 16. na 17. avgust 1943, ko je v operaciji Hydra 500 težkih bombnikov RAF bombardiralo otok. Po uradnih nemških podatkih naj bi v tem napadu umrlo 815 delavcev in vodja razvoja raketnih motorjev Walter Thiel. Ta napad je tudi pospešil umik vseh pomembnejših razvojnih objektov pod zemljo.
Kljub obsežnim bombradiranjem pa zavezniki niso nikoli uspeli ustaviti raketnega programa v Peenemündeju.

## Povojna leta
Peenemünde je po vojni spadal pod sovjetsko zasedbeno območje, v soglasju z zahodnimi zavezniki pa so Sovjeti objekte med letoma 1948 in 1961 razstrelili. Nedotaknjena sta ostala le elektrarna, ki je danes muzej, ter železniška postaja. Leta 1992 so v elektrarni odprli Zgodovinsko - tehnični informacijski center Peenemünde, ki prikazuje razvoj raket na otoku med letoma 1936 in 1945. V muzeju je na ogled tudi nekaj ohranjenih primerkov različnega raketnega orožja in opreme.